# SNCASO Trident
SNCASO SO.9000 Trident je bil francoski eksperimentalni prestreznik iz 1950ih. Trident je imel mešan pogon in sicer dva turboreaktivna motorja Turbomeca Marboré in trikomorni tekočegorivni raketni motor SEPR 481. Svoj čas je bil eno izmed najhitrejših letal, postavil je tudi rekord v višini, ko je maja 1958 dosegel 24300 metrov.
Julija 1957 so projekt preklicali. 

## Specifikacije (SO.9000)
Podatki iz Gunston Rothmund
Splošne karakteristike
- Posadka: 1 pilot
- Dolžina: 14 m (45 ft 11 in)
- Razpon kril: 8,15 m (26 ft 9 in)
- Višina: 3,17 (12 ft 1,5 in)
- Površina kril: 14,5 m² (156 ft²)
- Teža praznega letala: 3350 kg (7385 lb)
- Naložena teža: 5500 kg (12125 lb)
- Pogon letala:
  - 2 × Turbomeca Marboré turbojet,  ()  vsak
  - 1 × SEPR 481 3-komorni raketni motor na tekoče gorivo, 2775 lbf (na komoro) (12,37 kN)

 Zmogljivost 
- Maks. hitrost: 1707 km/h (1060 mph) Mach 1,6